# Friedrich Anton Franz Bertrand
Friedrich Anton Franz Bertrand (* 13. Mai 1757 in Könnern; † 30. November 1834 in Dessau) war ein deutscher Schriftsteller, Übersetzer und Privatgelehrter.

## Leben
Bertrand wurde am 13. Mai 1757 in Könnern im Magdeburgischen geboren. Nach dem Studium der Rechtswissenschaften in Halle war er zunächst als Privatsekretär bei einer steuerrechtlichen Behörde in Calbe (Saale) tätig. Anschließend entschloss er sich, als freier Gelehrter zu arbeiten („privatisieren“) und lebte zeitweise wieder in seinem Geburtsort Könnern, wo familiäre Verpflichtungen ihn festhielten. Später war er in Köthen tätig, wo ihn Herzog Leopold Franz von Anhalt-Dessau zum Mitglied des Köthener Rats ernannte. Zuletzt lebte Bertrand in Dessau, wo er am 30. November 1834 starb.

## Wirken
Bertrand verfasste zahlreiche Gedichte, Essays, Übersetzungen und kleinere Schriften, die unter anderem in literarischen Zeitschriften seiner Zeit veröffentlicht wurden. Besonders bekannt wurde er durch die Übersetzung und Kommentierung antiker Texte sowie durch seine Beiträge zu kultur- und gesellschaftspolitischen Themen.
Sein musikalisches Duodrama Pyramus und Thisbe erschien 1788 in Halle. 1789 veröffentlichte er eine kommentierte deutsche Übersetzung von Skizzen der römischen Geschichte des Lucius Annaeus Florus.
In der Deutschen Monatsschrift veröffentlichte Bertrand unter anderem:
- Wessen Seel’ ist stärker? Ein Dialog über den Selbstmord (1793)[4]
- Prolog zur Geburtstagsfeier des Königs am 25. September 1793
- Etwas zum ersten May (1794)
- Wilhelm und Betty, ein Fragment aus dem bürgerlichen Leben (1794)
- Empfindungen (1795)

Weitere Beiträge erschienen im Archiv der Zeit:
- An die Nacht (1796)[5]
- Der Adel des Schriftstellers (1797)
- Mahlerey und Tonkunst. Ein Dialog (1798)

Er verfasste auch Balladen und Gedichte, die in literarischen Taschenbüchern veröffentlicht wurden, darunter:
- Hedwig, oder die Walpurgisnacht (1798)
- Adelwold und Emma (1799, in: Beckers Taschenbuch zum geselligen Vergnügen)
- Minona, oder die Kunde der Dogge
- Gedichte und prosaische Aufsätze (Zerbst 1813; Gotha 1818)

Zwei seiner Balladen – Adelwold und Emma sowie Minona, oder die Kunde der Dogge – wurden von Franz Schubert vertont (D 211 und D 152).
Bertrand war auch im Bereich der Numismatik tätig: Er ordnete das herzogliche Kabinett griechischer und römischer Münzen nach dem Eckel’schen System und verfasste einen erläuternden Katalog.